# Сорокино
Краснодон  или Сорокино (на украински Сорокине) (от 2016) е град в Луганска област, Украйна.
Населението му е 44 840 жители (2011 г.) Намира се в часова зона UTC+2.
Известен е с младежката антинацистка организация „Млада гвардия“ по време на Втората световна война. Окупиран от проруските сепаратисти на ЛНР през април 2014 г. 